# Мариус Петипа
Ма́риус Ива́нович Петипа́, роден Виктор Мариус Алфонс Петипа,) е френски и руски балетист, балетен педагог и хореограф. Петипа е считан за най-значимия балетмайстор и хореограф в историята на балета.
От 1871 до 1903 г. е първи балетмайстор на Руския имперски театър (предшественик на Мариинския и Кировския театър). Автор на над 50 балета, някои от които все още се играят напълно или частично с оригиналната хореография. Най-известните му произведения са „Дъщерята на фараона“ (1862), „Дон Кихот“ (1869), „Баядерка“ (1877), „Талисман“ (1889), „Спящата красавица“ (1890), „Лешникотрошачката“ (1892, съвместно с Лев Иванов), „Раймонда“ (1898), „Арлекинада“ (1900).
Петипа възстановява и значителен брой балети на други хореографи. Много от неговите редакции са възприети като основополагащи и се използват в последващи постановки. Такива са „Корсар“, „Жизел“, „Есмералда“, „Копелия“, „Зле опазеното момиче“ (съвместно с Иванов), „Конче-вихрогонче“ и „Лебедово езеро“ (с Иванов).
Много откъси от постановки на Петипа оцеляват като самостоятелни танци, дори и ако балетите вече рядко се поставят в цялост. Такива са класическото гран-па, па-дьо-троа и Детската мазурка от „Пахита“, па-дьо-дьото от Венецианския карнавал от „Сатанила“, па-дьо-дьотата от „Талисман“, „Есмералда“, „Диана и Актеон“, „Арлекинада“.

## Биография
Петипа е роден в семейството на френския балетист и балетмайстор Жан-Франсоа Петипа и драматичната актриса Викторина Морел Грасо. По-големият му брат Люсиен е известен танцьор, а сестра му Викторина е певица и актриса.
Петипа е въведен в балетното изкуство предимно от баща си, но учи при Огюст Вестрис. Още от детска възраст участва в постановките на баща си. Първата му роля е на савойското момче от Танцемания (постановка Петипа-баща, хореография П. Гардел). В юношеска възраст гастролира с баща си из Франция, САЩ и Испания. Работи като балетмайстор в Нант.
През 1847 г. приема покана да работи в Петербург. Танцовият му дебют е на сцената на Санктпетербургския болшой театър. Същата година прави дебют и като балетмайстор. Остава да работи в Русия – първо като балетист и балетен педагог, а от 1862 г. – и като балетмайстор. Ат 1869 до 1903 г. заема длъжността „главен балетмайстор“. От 1894 г. е руски поданик.
Петипа умира в Гурзуф, на 1 (14) юли 1910 г. Погребан е в Лаврата „Александър Невски“ в Санкт Петербург..

### Семейство
Първата съпруга на Петипа е руската балерина Мария Суровщикова, солистка на Императорския театър. Бракът им трае 15 години – от 1854 до 1869 г. От него се раждат дъщеря Мария (1857 г.) и син Иван (1859 г.) Мария също става солистка на Имперския балет.
През 1882 Петипа се жени за Любов Савицкая, дъщеря на известния руски актьор Леонид Леонидов и балерина в Имперския балет. Бракът им продължава до смъртта на Петипа. От него се раждат Надежда (р. 1874), Евгения (р. 1877), Виктор (р. 1879), Любов (р. 1880), Мария (р. 1884) и Вера (р. 1885).
Петипа има и две извънбрачни деца – син Мариус (р. 1850) от актрисата Тереза Бурден, и дъщеря от служителка в театъра, с която живее дълго време.

## Репертоар
Опера Ле Пелетие, Париж
- 22 декември 1841 – камео в операта „Кипърската кралица“ (La reine de Chypre); Болшой театър, Санкт-Петербург
- 1847 – Люсиен д'Ервили** в „Пахита“
- 1848 – Фабио в „Сатанила“
- 1848 – Граф Албрехт в „Жизел“
- 1848 – Ахмет в „Пери“
- 1848 – Феб де Шатопер в „Есмералда“
- 1849 – Дяволино, в „Катарина, дъщерята на разбойника“
- 1849 – „Мечтата на художника“
- 1849 – Осуалд*, „Лида, швейцарската млекарка“
- 1850 – Граф, „Своенравната съпруга“
- 1854 – Фауст, „Фауст“
- 1858 – Конрад**, „Корсар“
- 1859 – Симон, „Парижский рынок“
- 1862 – Лорд Уилсон и Таор* в „Дъщерята на фараона“

(*) – първи изпълнител на ролята

(**) – първи изпълнител на ролята в Санкт-Петербург

## Постановки в Болшой театър в Санкт-Петербург

### Балети
- 1847 – „Пахита“ – балет в 2 действия и 3 картини, муз. Едуард Делдеве (по Жозеф Мазиле, съвместно с Фредерик Мазиле)
- 1848 – „Сатанила, или Любовь и ад“ – пантомимен балет в 3 действия и 7 картини, муз. Наполеон Ребера и Франсоа Беноа, (по Жозеф Мазиле, съвместно с Петипа-баща)
- 1849 – „Лида, швейцарската млекарка“ – балет в 2 действия и 3 картини, муз. Адалберт Гировец, (съвместно с Жул Перо)
- 1858 – „Брак во времена регентства“ – балет в 2 действия, муз. Цезар Пуни
- 1859 – „Венециански карнавал“ – гранд па-дьо-дьо, муз. Цезар Пуни по тема на Николо Паганини
- 1859 – „Парижский рынок“ – комичен балет в 1 действие, муз. Цезар Пуни
- 1860 – „Голубая георгина“ – Фантастичен балет в 2 действия, муз. Цезар Пуни; възобновени през 1875 (1 действие)
- 1862 – „Дъщерята на фараона“ – балет в 3 действя и 9 картини с пролог и епилог, муз. Цезар Пуни; възобновен през 1885
- 1863 – „Корсар“ – балет в 4 действия и 5 картини, муз. Адолф Адам и Цезар Пуни, (по Жозеф Мазиле)
- 1863 – „Ливанската красавица“ – фантастичен балет в 3 действия и 7 картини с пролог и апотеоз, муз. Цезар Пуни
- 1865 – „Путешествующая танцовщица“ – епизод в 1 действие, муз. Цезар Пуни
- 1866 – „Флорида“ – балет в 3 действия и 5 картини, муз. Цезар Пуни
- 1867 – „Фауст“ – фантастичен балет в 3 действия и 7 картини, муз. Джакомо Паница и Цезар Пуни; възобновен през 1875
- 1868 – „Корсар“ – балет в 4 действия и 5 картини, муз. Адолф Адам и Цезар Пуни, с ново па „Оживялата градина“ по муз. на Лео Делиб; възобновен през 1880;
- 1868 – „Цар Кандавъл“ – Фантастичен балет в 4 действия и 6 картини, муз. Цезар Пуни
- 1870 – „Катарина, дъщерята на разбойника“ – балет в 3 действия и 4 картини, муз. Цезар Пуни
- 1871 – „Трилби“ – Фантастичен балет в 2 действия и 3 картини, муз. Юлий Гербер, възобновен през 1883
- 1871 – „Две звезди“ – муз. Цезар Пуни
- 1871 – „Дон Кихот“ – балет в 5 действия и 11 картини, муз. Лудвиг Минкус, нова редакция
- 1872 – „Камарго“ – балет в 3 действия и 9 картини, муз. Лудвиг Минкус
- 1874 – „Пеперуда“ – фантастичен балет в 4 действия, муз. Лудвиг Минкус
- 1874 – „Наяда и рыбак“ – фантастичен балет в 3 действия и 5 картини, муз. Цезар Пуни
- 1875 – „Разбойници“ – балет в 2 действия и 5 картини с пролог, муз. Лудвиг Минкус
- 1876 – „Приключенията на Пелей“ – митологически балет в 3 действия и 5 картини, муз. Лудвиг Минкус
- 1876 – „Сън в лятна нощ“ – фантастичен балет в 1 действие, муз. Феликс Менделсон Бартолди и Лудвиг Минкус
- 1877 – „Баядерка“ – балет в 4 действия и 7 картини с апотеоз, муз. Лудвиг Минкус
- 1878 – „Роксана, черногорската красавица“ – фантастичен балет в 4 действия, муз. Лудвиг Минкус
- 1879 – „Дъщерята на снега“ – фантастичен балет в 3 действия и 5 картини, муз. Лудвиг Минкус
- 1879 – „Фризак цирюльник, или Двойная свадьба“ – комически фарс в 1 действие, муз. Ж. Снел, оркестровка Лудвиг Минкус
- 1879 – „Млада“ – фантастичен балет в 4 действия и 9 картини, муз. Лудвиг Минкус
- 1880 – „Дева Дуная“ – балет в 2 действия и 4 картини, муз. Адолф Адам (по Филипо Тальони)
- 1881 – „Зорайя, мавританка в Испания“ – балет в 4 действия и 7 картини, муз. Лудвиг Минкус
- 1881 – „Пахита“ – балет в 2 действия, муз. Едуард Делдеве, с доп. на Лудвиг Минкус: па-дьо-троа, гран-па и детска мазурка
- 1882 – „Пакерета“ – балет в 4 действия и 7 картини, муз. Пиер Беноа, Цезар Пуни и Лудвиг Минкус
- 1883 – „Кипърската статуя“ – балет в 4 действия и 6 картини с апотеоз, муз. Трубецкий
- 1884 – „Жизел“ – фантастичен балет в 2 действия, муз. Адолфа Адам
- 1884 – „Копелия“ – балет в 3 действя, муз. Лео Делиб
- 1885 – „Своенравната съпруга“ – балет в 4 действия и 5 картини, муз. Адолф Адам и Лудвиг Минкус
- 1885 – „Тщетная предосторожность“ – комически балет в 3 акта и 4 картини, муз. Петер Гертел, (съвместно с Лев Иванов)
- 1886 – „Приказ короля“ – балет в 4 действия и 6 картини, муз. А. Визентини

## Постановки в Болшой театър в Москва

### Балети
- 1848 – „Пахита“
- 1849 – „Сатанила, или Любов и ад“
- 1864 – „Дъщерята на фараона“
- 1868 – „Парижский рынок“
- 1865 – „Путешествующая танцовщица“
- 1868 – „Корсар“
- 1868 – „Цар Кандавъл“
- 1869 – „Дон Кихот“
- 1870 – „Трилби“
- 1883 – „Нощ и ден“ – фантастичен балет в 1 действие, муз. Лудвиг Минкус, параден спектакъл по случай коронацията на император Александър III
- 1896 – „Пробуждение Флоры“ – балет в 1 действие, муз. Рикардо Дриго
- 1896 – „Прелестная жемчужина“ – балет в 1 действие, муз. Рикардо Дриго, тържествен спектакъл по случай коронацията на император Николай II и Александра Фьодоровна.

## Постановки вМариинския театър

### Балети
- 1870 – „Брак во времена регентства“ – балет в 2 действя, муз. Цезар Пуни, възобновен
- 1881 – „Маркитантка“ – балет в 1 действие, муз. Цезар Пуни
- 1886 – „Волшебные пилюли“ – фееричен балет в 3 действия и 13 картини, муз. Лудвиг Минкус
- 1886 – „Жертвите на Амур, или Радостта на любовта“ – балет в 1 действие, муз. Лудвиг Минкус
- 1886 – „Есмералда“ – възобновен през 1899 г.
- 1887 – „Харлемското лале“ – фантастичен балет в 3 действие и 4 картини, муз. Борис Фитингоф-Шел, съвместно с Лев Иванов
- 1888 – „Весталка“ – балет в 3 действие и 4 картини, муз. Михаил Иванов
- 1889 – „Талисман“ – фантастичен балет в 4 действия и 7 картини с пролог и епилог, муз. Рикардо Дриго; възобновен през 1895 г.
- 1889 – „Капризы бабочки“ – балет в 1 действие, муз. Николай Кротков; възобновен през 1895 г.
- 1889 – „Сън в лятна нощ“ – възобновен
- 1890 – „Спящата красавица“ – балет феерия в 3 действия с пролог, муз. Чайковски
- 1890 – „Ненюфар“ – хореографична фантазия в 1 действие, муз. Николай Кротков
- 1891 – „Калькабрино“ – фантастичен балет в 3 действие, муз. Лудвиг Минкус
- 1891 – „Цар Кандавъл“
- 1892 – „Силфида“ – балет в 2 действия, муз. Жан Шнейцхофер; с муз. доп. от Рикардо Дриго
- 1892 – „Пахита“
- 1892 – „Наяда и рыбак“
- 1892 – „Лешникотрошачката“ – фантастичен балет в 2 действия, муз. Чайковски, по мотиви на приказката на Ернст Хофман
- 1894 – „Тщетная предосторожность“
- 1895 – „Лебедово езрео“
- 1895 – „Пробуждение Флоры“
- 1895 – „Парижский рынок“
- 1895 – „Конче-вихрогонче“
- 1896 – „Привал кавалерии“ – характерен балет в 1 действие, муз. Иван Армсгеймера
- 1896 – „Млада“
- 1896 – „Синята брада“ – балет-феерия в 3 дейсвтия и 7 картини с апотеоз, муз. Пьотр Шенк
- 1898 – „Раймонда“ – балет в 3 действия и 4 картини, муз. Александър Глазунов
- 1898 – „Дъщеррята на фараона“
- 1899 – „Корсар“ – балет в 4 действия и Адолф Адам; Цезар Пуни, Лео Делиба, с нови валсове и адажио по муз. от Рикардо Дриго
- 1899 – „Жизел“
- 1900 – „Испытание Дамиса“ – балет в 1 действие, муз. Александър Глазунов
- 1900 – „Жемчужина (Прелестная жемчужина)“
- 1900 – „Годишните времена“ – алегоричен балет в 1 действие, муз. Александър Глазунов
- 1900 – „Арлекинада“
- 1900 – „Баядерка“
- 1901 – „Фиамета“ – фантастичен балет в 4 действия, муз. Лудвиг Минкус (съвместно с Лев Иванов)
- 1903 – „Вълшебното огледало“ – фантастичен балет в 4 действия и 7 картини, муз. Арсений Корещенко

## Награди
- Златен медал „За усърдие“ на лента на Св. Станислав
- Златен медал „За усърдие“ на лента на Св. Анна
- Златен медал „За усърдие“ на лента на Св. Владимир
- Златен медал „За усърдие“ на лента на Св. Александър Невски
- Златен медал „За усърдие“ на лента на Св. Андрей
- Орден Св. Владимир IV степен
- Орден Св. Анна II степен
- Орден Св. Станислав III степен
- Командор Орден „Академични палми“ (Ordre des Palmes académiques)
- Командор Орден на Румънската корона
- Офицер Орден на Изабела Католичка (Испания)
- Командор Орден „Лъв и Слънце“ (Персия)